# 안베 마사히로
안베 마사히로(安部 真弘, あんべ まさひろ, 1983년 5월 4일 ~ )는 일본의 만화가다. 가나가와현 출신, 거주. 대표작품은 《주간 소년 챔피언》(아키타 쇼텐)에서 연재했던 《침략! 오징어 소녀》다. 인터넷상에서는 레몬의 HN이라고 자칭하고 있다.

## 약력
안베의 홈페이지에 있는 일기에 따르면 야기사와 케이이치의 《로보코미》를 계기로 《챔피언》을 읽게 되고 야기사와 케이이치의 어시스턴트를 한적도 있었다. 그 시기에 《챔피언》에 투고하고 월례 상"월례 프레시 만화상"에서 여러번 수상했다
그 후 2004년 8월 《주간 소년 챔피언》의 증간 《원조! 괴짜 가족 캐릭터 증간》에 게재의 "사랑의·트럭·보컬"으로 데뷔.
2006년 제66회 《주간 소년 챔피언》의 신인 만화상 에서 투고작 《하네츠키》에서 장려상 수상. 그러나 심사원 가운데 한 명인 요네하라 히데유키는 "그림은 프로 레벨, 스토리는 만화를 얕보고 있다고밖에 생각되지 않는다."라고 혹평을 받았다. 다른 심사원도 그림은 높이 평가하지만 그 외에는 심하다는 평가를 내렸다.
2007년, 《침략! 오징어 소녀》를 《주간 소년 챔피언》에서 연재 개시. 당초에는 단기 집중 연재 예정이였으나 인기가 오르고 정식 연재를 하게 되고 2010년에는 애니메이션화도 하게 된다. 침략! 오징어 소녀가 대표작이 되었지만 정작 안베 본인은 오징어 알레르기라서 “먹으면 입술이 붓거나 컨디션이 나빠진다”라 한다. 특히 꽃게는 의사로부터 “먹으면 죽어”라고 할 만큼.

## 평가
그림은 프로 레벨, 스토리는 만화를 얕보고 있다고밖에 생각되지 않는다.
 絵はプロレベル。話はマンガをバカにしているとしか思えません。
- 요네하라 히데유키

## 작품 목록
- 코이노루 츠보 - 원조! 괴짜가족 캐릭터 증간 2004년 9월 25일호、8월16일 발매
- 침략! 오징어 소녀 - 주간 소년 챔피언 2007년 35호 ~ 2016년 13호
- 코노스바 앤솔로지극장 이 멋진 곡예에 갈채를! - 월간 드래곤 에이지 2016년 7월호, 2016년6월9일 발매
- 모여라! 불가사의 연구부 - 주간 소년 챔피언 2016년 44호[5] ~

## 어시스턴트 했던 사람
- 야기시와 케이이치
- 사도가와 준[6]